# Горнозаводськ (Сахалінська область)
Горнозаво́́дськ — село (було місто з 1947 по 2004) в Росії, у Невельському районі Сахалінської області. До 1947 року мало назву Найхоро.
Населення 5,7 тис. чол. (2005).
Село розташоване на південно-західному узбережжі острова Сахалін, за 141 км від Южно-Сахалінська.

## Населення
| 1925  | 1935  | 1959    | 1970  | 1979  | 1989  | 2002  |
| ----- | ----- | ------- | ----- | ----- | ----- | ----- |
| 2767  | ↗6646 | ↗11 250 | ↘9283 | ↘8649 | ↗9070 | ↘6051 |
| 2010  | 2013  |         |       |       |       |       |
| ↘4389 | ↘4053 |         |       |       |       |       |